# Операторский кран
Операторский кран — специальный кран для подъёма кинооператора с киносъёмочным аппаратом или телевизионной камерой для получения высокой точки съёмки и придания камере движения в вертикальной и горизонтальной плоскостях для повышения выразительности изображения кинофильма или телепередачи.

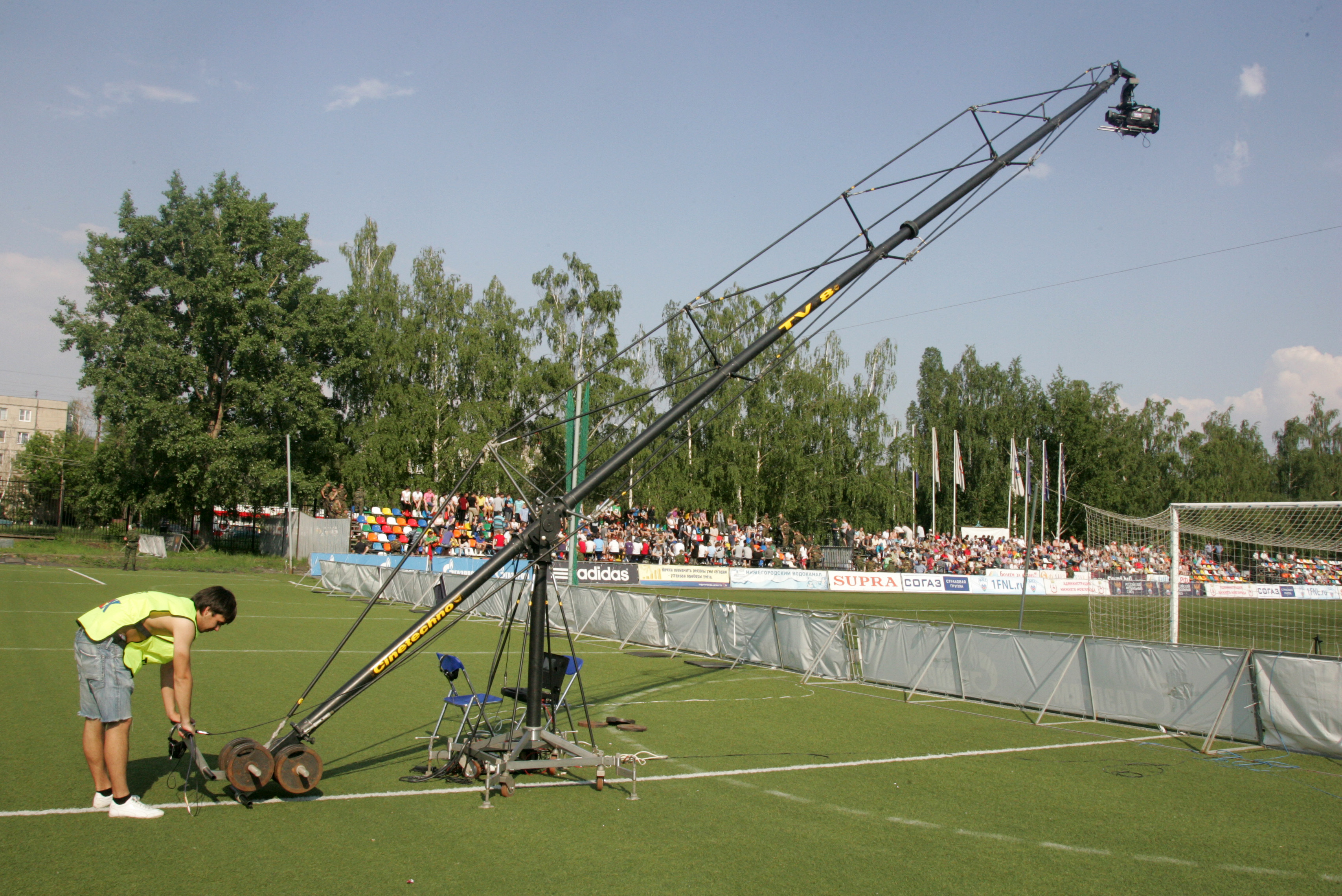
Кран-стрела с дистанционно управляемыми телекамерой и панорамной головкой во время футбольной телетрансляции

Операторские краны относятся к вспомогательной операторской технике, предназначенной для съёмки с движения. Они позволяют придать динамичность и выразительность статичным сценам.

## Разновидности

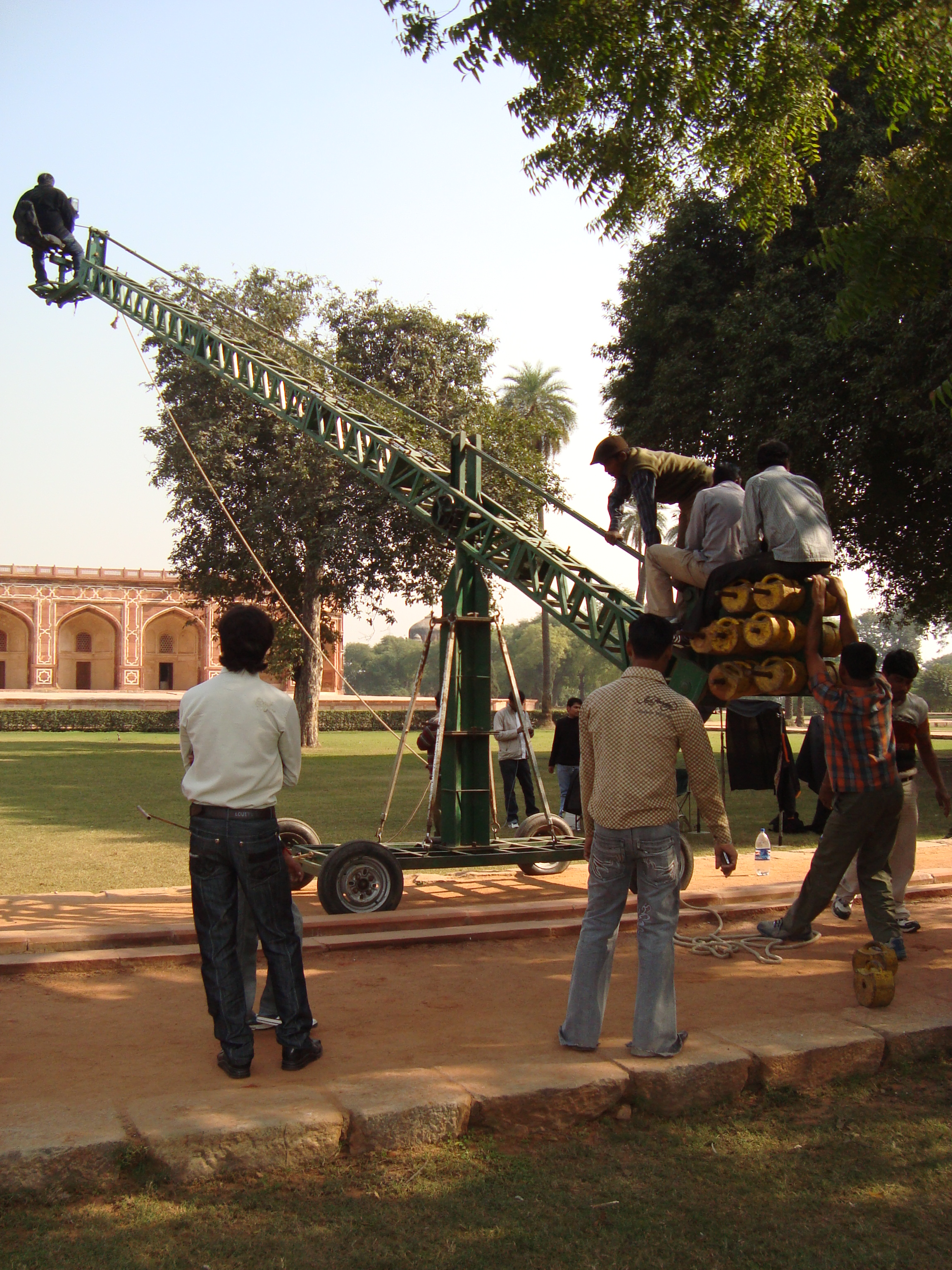
Кран-тележка с оператором и кранмейстером

Операторские краны традиционно делятся на малые, средние и большие в зависимости от грузоподъёмности и вылета стрелы.
Исторически первой была разновидность операторского крана, которая предусматривает подъём камеры вместе с оператором, а иногда и с ассистентом. В кинематографическом обиходе устройства этого класса получили прозвище «синеджиб» по названию швейцарской компании, производившей такие краны (англ. CineJib). Это накладывает определённые ограничения на диапазон движения стрелы из-за большой грузоподъёмности и необходимости обеспечения безопасности оператора.
В последнее время всё большую популярность приобретает другая разновидность операторского крана с дистанционным управлением панорамной головкой и камерой. Такой кран несет на стреле только киносъёмочный аппарат или телевизионную камеру без оператора и позволяет вести съёмку из труднодоступных точек, поскольку небольшая грузоподъёмность даёт возможность обеспечивать большие вылеты крановой стрелы и относительную свободу движения. Наличие дистанционно управляемой панорамной головки с сервоприводом, дистанционного управления и видеоконтроля позволяет оператору управлять камерой с земли, наблюдая изображение на мониторе.
Отдельную категорию составляют телескопические операторские краны. Эти устройства позволяют произвольно задавать траекторию движения камеры и избавиться от характерного для стреловых кранов радиального смещения во время «пролётов» над снимаемой сценой.
Разновидность операторских стабилизированных кранов «Авторобот», разработали и изготовили впервые в МВТУ им. Баумана совместно с профильными  НИИ  гиростабилизатор киноаппарата 2ГСП, закрепляемых на специальных операторских автомобилях, управляется дистанционно из салона, и перемещается вокруг машины на 360° и более во время её движения. В середине 1980-х годов 2ГСП попала на киевскую Киностудию им. Довженко, где ее и застала перестройка. Уникальный гиростабилизатор был приватизирован частной украинской компанией «Фильмотехник» и стал активно использоваться на всей территории СНГ. В 1989 году «Фильмотехник» заказал в бауманском КБ новый гиростабилизатор 3ГСП, который в 1991 году на специализированной киновыставке в Нью-Джерси произвел полный фурор. В Голливуде получила прозвище «Русская рука» (англ. Russian Arm), что затем стало торговой маркой.

## Устройство
По своему устройству большие операторские краны почти ничем не отличаются от обычных грузоподъёмных кранов стрелового типа, за исключением особых требований к плавности движения стрелы и шуму механизмов. Малые операторские краны и кран-тележки имеют облегчённую конструкцию и часто не обладают механическим приводом. Такие краны управляются вручную за счёт уравновешивания груза специальным противовесом, облегчающим манипуляции. Операторским краном управляет кранмейстер, который монтирует его на съемочной площадке, устанавливает киносъёмочный аппарат или телевизионную камеру, отвечает за безопасность и в соответствии с замыслом оператора-постановщика осуществляет движение стрелы крана. Для повышения удобства работы и повторяемости движения крана в разных дублях, оси поворота стрелы снабжаются лимбами и указателями. В некоторых случаях операторский кран устанавливается на операторскую тележку для придания ещё большей подвижности камере. В современном кинематографе всё более широкое распространение получают роботизированные краны, позволяющие при помощи электроприводов многократно с высокой точностью повторять движение камеры для выполнения комбинированных съемок в несколько экспозиций. Эти устройства называются кран-роботами и являются составной частью сложной системы управления движением камеры (англ. Motion Control).

## Производители

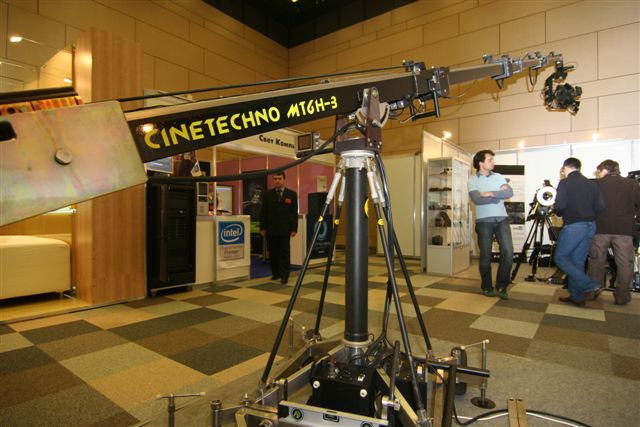
Телескопический операторский кран «Cinetechno»

Ещё не так давно операторский кран был принадлежностью крупных киностудий и высокобюджетного кинематографа в силу дороговизны аренды и обслуживания. Поэтому основными производителями кранов были сами киностудии. В настоящее время с появлением легких и дешёвых конструкций — главным образом, кранов-стрел — эти устройства стали доступны независимым кинопродюсерам и даже видеографам. Многие предприятия, занятые выпуском вспомогательной операторской техники выпускают также операторские краны. Такие краны часто обладают разборной конструкцией, легко и быстро собираются и обслуживаются. Их можно перевозить в небольших автомобилях и использовать не только в павильоне, но и в реальных интерьерах или на натуре без дополнительных затрат.